# 이봉조
이봉조(李鳳祚, 1931년 5월 1일 ~ 1987년 8월 31일)는 서울특별시 시청 공무원 직책을 잠시 지낸 전력이 있는 대한민국의 재즈 색소폰 연주자, 작사가, 작곡가이다. 본관은 장수이다.

## 생애
경상남도 남해에서 출생하였고 지난날 한때 경상남도 진주에서 잠시 유아기를 보낸 적이 있는 그는 일찍이 미국의 재즈 음악에 심취하였다. 진주고등보통학교를 졸업한 후 1952년 한양공대 건축공학과에 입학했다. 대학 시절이던 1954년부터 미8군에서 취미 활동으로 재즈 색소폰을 연주 및 공연하였으며 2년간 휴학한 뒤 1958년 대학을 나왔다. 서울특별시청 토목과 공무원으로 재직하면서 틈틈이 미8군 무대에서 재즈 테너 색소폰을 연주하며 테너 색소포니스트 엄토미의 문하생으로서 단연 두각을 나타내었다.
1961년 서울특별시청 공무원직에서 퇴직하였고 그 후 주직업적으로 재즈 음악가의 길을 걸었다. 작곡가의 입장으로서는 현미, 정훈희 등의 가수를 발굴하였고 뮤지컬 배우 출신의 윤복희를 훈련시켜 가수로 재발탁하였으며 미8군 무대에서 국내가요계에 활동한 인기그룹 Key Boys 보컬 차중락을 솔로가수로 데뷰 하게 된 동기를 부여했고 탱고리듬곡 사랑의 종말이 히트 하였다. 
1963년에는 영화 《가정교사》로 영화 음악감독 데뷔하였다. 1965년 영화 《광야의 호랑이》로 영화 음악연출가 데뷔하였으며 1967년 영화 《안개》로 영화음악연주감독 데뷔했다. 그 후 1970년대에는 여러 국제가요제에서도 작곡가로서 자신의 명성을 떨쳤으며 개신교 신자라는 입장으로 색소폰 연주곡 CCM 가스펠 음반도 다수 발표하였다.
그는 부인 노전숙과 연애 끝에 1956년 결혼하였고 1남(이영대) 3녀(이영숙, 이영미, 이지수)를 얻었다. 그의 결혼 생활은 순탄할 줄 알았는데, 1958년에 처음 시작된 자신의 외도로 인하여 나중엔 부인 노전숙과 따로 홀로 살게 되었다고 한다. 내연녀 가수 현미와의 사이에 2남(고니(이영곤), 이영준)을 두었다. 이후 1987년 8월 31일 심장마비로 사망하였다.

## 학력
- 1950년 진주고등보통학교 졸업
- 1958년 한양공과대학교 건축공학과 학사

## 별칭
재즈 테너 색소폰 연주자로서 두각을 나타내면서 한국의 스탠 게츠라는 별칭을 얻었다.

## 주요 작품

### 작곡 작품
- 《보고 싶은 얼굴》
- 《꽃밭에서》
- 《무인도》
- 《사랑의 종말》

### 영화 음악감독 작품
- 1963년 《가정교사》

### 영화 음악연출 작품
- 1965년 《광야의 호랑이》

## 이외 이력
- 前 대한민국 문화공보부 문화산업자문위원(1981년)